# 西園寺公一
西園寺公一（日语：／，1906年11月1日—1993年4月22日），日本原貴族（西園寺家）、政治家、商人，祖父與外祖父分別是毛利元德與西園寺公望。曾任參議員議員、日本外務省職員、太平洋國際學會理事等職務。
西園寺公一在二戰期間曾因信奉共產主義，於1941年牽連進理查·佐爾格與尾崎秀實的蘇聯間諜案而連坐被捕，並被剝奪爵位继承权。
1957年，西園寺受日本共產黨相關組織推薦，作為日方代表參加在錫蘭召开的世界和平理事會大會期間會見了中華人民共和國方面人員，並應允中方邀請於1958年攜家人移居北京，擔任「日中文化交流協會常務理事」與「亞太區域和平聯絡會議副秘書長」等職務，並被周恩來稱為「民間大使」。作為民間大使的西園寺在北京居住長達13年，並與周恩來、鄧穎超、陳毅、郭沫若、廖承志等中方高官有密切交往。1970年因文化大革命影響而離京回國。
晚年與創價學會來往密切，1993年去世。
曾有口述記錄《紅色貴族春秋：西園寺公一回憶錄》。